# Odo van Saint-Amand
Odo (of Eudes) van Saint-Amand was de 8ste grootmeester van de Orde van de Tempeliers tussen 1171 en 1179.
Saint-Amand was waarschijnlijk afkomstig uit Limoges, Frankrijk, en mogelijk naar het Heilige Land getrokken tijdens de tweede Kruistocht. In Jeruzalem werd hij officier en later commandant van Jeruzalem. In 1171 werd hij tot grootmeester van de Tempeliers benoemd. Onder zijn leiding boekte de orde grote vorderingen; er werden militaire acties ondernomen in Nablus en Jericho. Zijn grootste zege boekte hij met de Slag bij Montgisard, waar zijn bataljon een voorhoedecavalerie van Saladin wist uit te schakelen. In 1179 was Saint-Amand meegereisd met koning Boudewijn IV naar Sidon; daar werd hij tijdens de Slag bij Marjayoun gevangengenomen. Er werden nog onderhandelingen gevoerd om hem vrij te krijgen, maar die kwamen te laat; hij overleed in gevangenschap.